# AERO
AERO (Anthology of Electronic Revisited Originals, в превод „Сборник с преработени оригинали“) е електронен албум от Жан Мишел Жар, издаден през 2004 година. Съставен е от предишно създадени произведения, презаписани в 5.1 обграждащ звук плюс 3 нови и едно допълнително живо изпълнение. Всички произведения са свързани помежду си с обграждащ звук сцени.
Албума включва Компактдиск и DVD диск. DVD-видеото включва Dolby Digital и DTS звук, докато компактдискът е стерео, миксиран, за да придаде по-голямо усещане за простор.
След издаването на AERO, Жар коментира, че винаги си е представял музиката си в съраунд. С появата на DVD-то, той най-накрая успява да предаде музиката си на слушателя по начина, по който иска. Той твърди, че това е първият запис, специално предназначен за 5.1 слушане (това твърдение е било отхвърлено от по-неизвестни музиканти, издавали такива албуми по-рано).
Жар избира DVD-видео формата вместо по-висококачествения DVD-Audio или SACD, защото твърди, че DVD-видеото е най-разпространения формат, с обобщаването на устройството/настройките на домашното кино. (with the generalization of home cinema setups.) (Source: Jarre interview on official AERO website.) Въпреки това, DVD-Audio дисковете обикновено са създадени, за да осигуряват съраунд звучене, съвместимо с DVD-видео плейъри.
Страничните бележки (The sleeve notes) съдържат въвеждащо съобщение от Жар, което обяснява как включените снимки, изпратени от фенове от целия свят, са вдъхновили работата му. Разширена версия от 48 страници е продадена чрез веригата „Карфур“ във Франция.
Образите, съпровождащи музиката на DVD шоуто, показват очите на тогава приятелката, понастоящем съпруга на Жар, френската актриса Ан Парийо, слушаща музиката на целия албум. Очите на обложката на албума са на Жар.

## Списък

### Компактдиск
1. „Aero Opening“ – 0:50
2. „Oxygene 2“ – 7:41
3. „Aero“ – 3:09
4. „Equinoxe 8“ – 1:24
5. „Oxygene 4“ – 5:05
6. „Souvenir of China“ – 4:46
7. „Aerology“ – 3:40
8. „Equinoxe 3“ – 6:33
9. „Equinoxe 4“ – 6:46
10. „Last Rendez-Vous“ – 5:08
11. „Zoolookologie“ – 3:54
12. „Aerozone“ – 4:56
13. „Magnetic Fields 1“ – 5:59
14. „Chronologie 6“ – 6:10
15. „Rendez-Vous 4“ (допълнително живо изпълнение, включващо Сафри Дуо, запис от концерта AERO през 2002) – 7:34

### DVD
1. „Aero Opening“ – 0:16
2. „Scene 1“ – 0:33
3. „Oxygene 2“ – 7:12
4. „Scene 2“ – 0:31
5. „Aero“ – 3:09
6. „Equinoxe 8“ – 1:26
7. „Oxygene 4“ – 4:16
8. „Scene 3“ – 0:32
9. „Souvenir of China“ – 4:13
10. „Scene 4“ – 0:50
11. „Aerology“ – 3:02
12. „Scene 5“ – 0:37
13. „Equinoxe 3“ – 6:08
14. „Scene 6“ – 0:26
15. „Equinoxe 4“ – 5:40
16. „Scene 7“ – 1:06
17. „Last Rendez-Vous“ – 4:41
18. „Scene 8“ – 0:27
19. „Zoolookology“ – 3:34
20. „Scene 9“ – 0:12
21. „Aerozone“ – 4:51
22. „Scene 10“ – 0:16
23. „Magnetic Fields 1“ – 5:42
24. „Scene 11“ – 0:17
25. „Chronology 6“ – 4:54
26. „Rendez-Vous 4“ (допълнително живо изпълнение, включващо Сафри Дуо, запис от концерта AERO през 2002) – 7:35